# 費禕
費禕（？—253年2月16日后数日），字文偉，江夏鄳人。三國時代蜀漢的政治家和將領，官至大將軍，在蜀漢和諸葛亮、蔣琬、董允並稱四相或四英，在一次回途的筵會中，被曹魏降將郭脩刺殺而亡，死後諡號敬。

## 生平

### 股肱蜀朝
費禕早年父母皆亡，因此依靠叔父費伯仁，伯仁的姑母就是益州牧劉璋的母親，因此進入蜀地遊學，劉備入蜀後加入刘备阵营。
章武元年（221年），劉備立太子時，費禕與董允俱為太子舍人，遷庶子。
劉禪即位，以費禕為皇宮侍從，受到諸葛亮信用，曾派遣他出使東吳，羊衜同诸葛恪一齐向费祎论难，一时间辞锋不绝；孫權對他評價也很高。
建興五年（227年），諸葛亮北伐漢中，任費禕為參軍。以奉使稱旨，常出使東吳。
建興八年（230年），費禕轉為中護軍，後又為司馬。諸葛亮死後，升後軍師。
延熙九年（246年），輔政的蔣琬去世，費禕任尚書令，進一步為大將軍領侍郎。费祎即使不在成都期间，朝廷大事都要在施行之前先派人咨询费祎，因而费祎成為了蜀漢實際的領導者。

### 志虑忠纯
243年冬天，曹魏大將軍曹爽率二十多萬步騎攻向漢中，前鋒已到達骆谷。當時漢中守兵不滿三萬，劉禪任命費禕為帥率援軍退魏，但光祿大夫來敏去費禕家送行，請費禕一起下圍棋，當時緊急公文信件送來，軍隊裝配完成，來敏注意到費禕沒有厭倦的樣子，對費禕說：「剛剛不過是觀察試探你，你是可託付的人，一定可以戰勝的。」費禕到達戰場，協同王平擊敗魏軍，封成鄉侯。
延熙九年（246年），蜀漢大赦天下，被孟光指責說大赦天下是國家衰弱時的做法，現在陛下仁慈，官員稱職，為什麼要便宜罪犯，剛剛把他們抓了，然後又赦免他們，是不合理的，費禕只得和孟光賠罪道歉。
249年，劉禪授姜維假節，姜維出兵西平，結果無法取勝而退兵。姜維屢次想大舉出兵，費禕卻認為諸葛亮在世北伐不成，自己和姜維都及不上諸葛亮自然更難成功，因此希望保境安民，優先內政以免虛耗國力；姜維每次出兵，費禕都加以節制，只撥給他不超過一萬名士兵。
费祎待人友善，與魏国降將也非常亲近，张嶷曾写信劝他说：“当初岑彭、来歙都被公孙述刺客所杀，现在将军位尊权重，宜鉴前事，作为警惕。”
延熙十六年（253年）新年大會（正月初一日丙寅，儒略曆2月16日），费祎在欢饮沈醉之际被魏地降人郭脩藉機刺殺，数日后費禕身亡。

## 性格
費禕天性謙恭恬淡，對人友善，曾出面解決魏延和楊儀在官事上的爭執。費禕對人不抱太多疑心，但也因此淪落被暗殺的下場。
費禕家裡從來都不累積財產，並要求孩子穿著飲食方面都樸素，出入皇宮都不乘坐馬車，像平常人一樣過生活。
費禕擔任後軍師時，當時國事繁忙，費禕閱讀公文的時候簡單帶過，只要看一下就可以知道裡面的內容意思了，比一般閱讀還要快幾倍，從來都不會忘記。費禕時常在早上處理公務，之後就吃喝玩樂，招待客人，及下圍棋，也不忘公事。而董允替代費禕擔任尚書令的時候，想試著去學費禕上述般的生活，反而在十天之後令到很多公務都滯留，因此費禕這樣的生活也被董允感嘆佩服。

## 家庭
- 費承：長子，黄門侍郎。
- 費恭：次子，早卒。
- 長女嫁給太子劉璿。

## 评价
- 諸葛亮《前出師表》：「侍中、侍郎郭攸之、費禕、董允等，此皆良實，志慮忠純，是以先帝簡拔以遺陛下。」
- 孫權：「君天下淑德，必當股肱蜀朝，恐不能數來也。」
- 董允：「人才力相縣若此甚遠，此非吾之所及也。聽事終日，猶有不暇爾。」
- 《三國志》
  - 陳壽：「蔣琬方整有威重，費禕寬濟而博愛，咸承諸葛之成規，因循而不革，是以邊境無虞，邦家和一，然猶未盡治小之宜，居靜之理也。」
    - 裴松之注：「臣松之以為蔣、費為相，克遵畫一，未甞徇功妄動，有所虧喪，外郤駱谷之師，內保寧緝之實，治小之宜，居靜之理，何以過於此哉！今譏其未盡而不著其事，故使覽者不知所謂也。」
- 成海應：“費褘之材，蜀中無與之敵矣。但雅量不及蔣公琰。盖公琰深淺莫測，文偉果於敏給，此所以短也。諸葛武侯連屯漢中，以圖中原，蔣公琰屯涪，欲由漢沔以襲荊州。文偉給姜維兵，不過萬人，而只欲保國治民。雖材之不能及，亦其勢然也。魏勢甚固，未易可圖。及褘卒，姜維動引大兵，功績不成，蜀之亡已兆矣。悲夫。武侯出師時，以董允郭攸之等侍中，故奸壬無得以伺，及文偉之世，不能屛逐黃皓，時無忠貞之士故歟。又可歎也。”（『硏經齋全集續集』 10冊，史論，費褘）

## 延伸阅读
[在维基数据编辑]
 《三國志·卷44》，出自陳壽《三國志》
 在维基共享资源阅览影像
| 官衔                 | 官衔               | 官衔        |
| -------------------- | ------------------ | ----------- |
| 前任： 蒋琬 益州刺史 | 蜀汉益州刺史—264年 | 繼任： 无载 |